# J.J. O’Brien (koszykarz)
Jaleel „J.J.” O’Brien (ur. 8 kwietnia 1992 w San Diego) – amerykański koszykarz, występujący na pozycjach rzucającego obrońcy oraz skrzydłowego, aktualnie zawodnik AS Monaco Basket .
16 stycznia 2016 roku podpisał 10-dniowy kontrakt z zespołem Utah Jazz. Po jego wygaśnięciu powrócił do Idaho Stampede (D-League).
22 lipca 2019 został zawodnikiem AS Monaco Basket.

## Osiągnięcia
Stan na 22 lipca 2019, na podstawie, o ile nie zaznaczono inaczej.
NCAA
- Uczestnik:
  - rozgrywek Sweet Sixteen turnieju NCAA (2014)
  - turnieju NCAA (2013, 2014, 2015)
- Mistrz sezonu zasadniczego konferencji Mountain West (MWC – 2014, 2015)
- Zaliczony do:
  - I składu:
    - MWC (2015)
    - turnieju MWC (2015)
    - defensywnego MWC (2015)

  - składu All-MWC Honorable Mention (2014)

Drużynowe
- Mistrz Kazachstanu (2019)[2]
- Zdobywca pucharu Kazachstanu (2019)

Indywidualne
(* – nagrody przyznane przez portal eurobasket.com
- Zaliczony do:
  - I składu debiutantów D-League (2016)
  - II składu VTB (2019)*[2]
- Uczestnik meczu gwiazd francuskiej ligi LNB Pro A (2019)